# Obispos de Roma bajo Constantino I

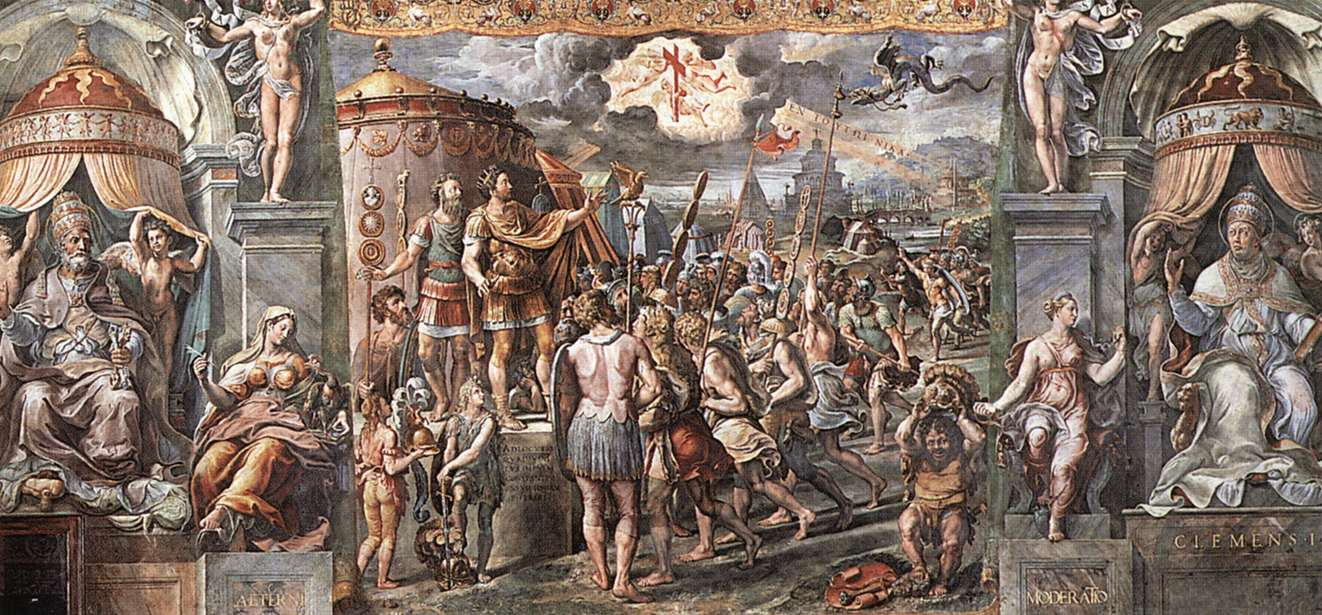
Cuadro de Rafael Visión de la Cruz representa una cruz en lugar del Chi Rho.

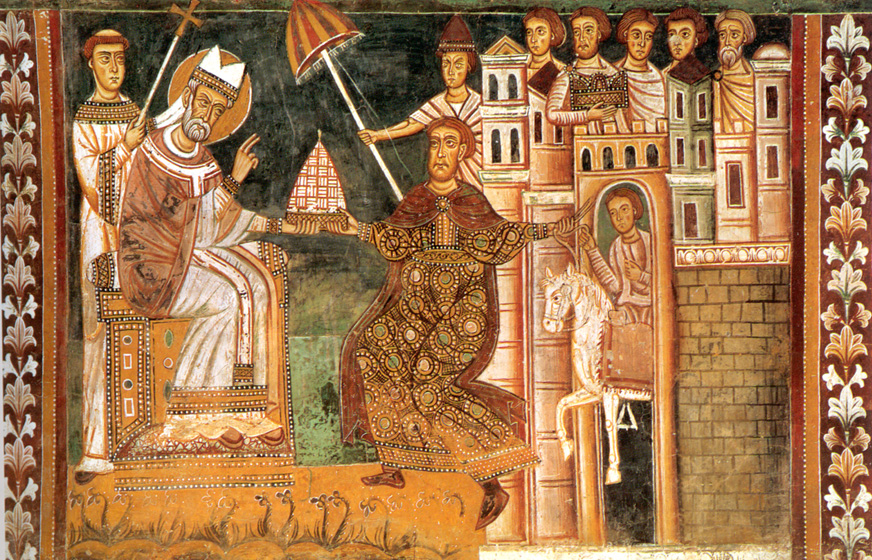
Fresco del monasterio benedictino de Santi Quattro Coronati representa a Constantino ofreciendo su corona al papa Silvestre I.

La relación de Constantino el Grande (272–337) con los cuatro obispos de Roma durante su reinado es un componente importante de la historia del papado y, más en general, de la historia de la Iglesia católica.
La leyenda que rodea la victoria de Constantino I en la Batalla del Puente Milvio (312) relata su visión del Crismón ( ☧ ) y el texto in hoc signo vinces en el cielo y su reproducción de este símbolo en los escudos de sus tropas. Al año siguiente, Constantino y Licinio proclamaron la tolerancia del cristianismo con el Edicto de Milán, y en 325 Constantino convocó y presidió el Primer Concilio de Nicea, el primer concilio ecuménico. Sin embargo, nada de esto tiene mucho que ver con los papas, que ni siquiera asistieron al Concilio; de hecho, el primer obispo de Roma al que se hace referencia contemporáneamente como "Papa" (πάππας, o pappas ) es Dámaso I (366-384). Además, entre 324 y 330, construyó Constantinopla como una nueva capital para el imperio y, sin disculparse con la comunidad romana de cristianos, reubicó a familias romanas clave y trasladó muchas reliquias cristianas a las nuevas iglesias.
La Donación de Constantino, una falsificación del siglo VIII utilizada para realzar el prestigio y la autoridad de los papas, coloca al papa en un lugar más central en la narrativa del cristianismo de Constantino. La leyenda de la Donación afirma que Constantino ofreció su corona a Silvestre I (314-335), e incluso que Silvestre bautizó a Constantino. En realidad, Constantino fue bautizado (cerca de su muerte en mayo de 337) por Eusebio de Nicomedia, quien, a diferencia del Papa, era un obispo arriano de Constantinopla. Silvestre fue sucedido por  Marcos (336) y Julio I (337-352) durante la vida de Constantino.
Aunque la "Donación" nunca ocurrió, Constantino entregó el Palacio de Letrán al obispo de Roma y comenzó la construcción de la Antigua basílica de San Pedro (la "Basílica de Constantino"). El regalo de Letrán probablemente se produjo durante el reinado del papa Melquíades (311-314), el predecesor de Silvestre I, que comenzó a utilizarlo como residencia. la antigua basílica de San Pedro se inició entre 326 y 330 y habría tomado tres décadas en completarse, mucho después de la muerte de Constantino. La legalización del cristianismo por parte de Constantino, combinada con la donación de estas propiedades, le dio al obispo de Roma un nivel de poder temporal sin precedentes creando por primera vez un incentivo para que los líderes seculares interfirieran en la  sucesión papal.

## Antecedentes

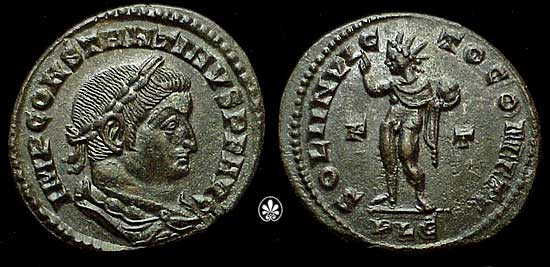
Las monedas de Constantino siguieron representando al dios romano Sol Invictus ("Sol Invicto") hasta el año 315 aproximadamente.

A pesar de la Persecución de Diocleciano, los cristianos constituían aproximadamente una décima parte de la población del Imperio Romano en la época de la llegada de Constantino al poder. El cristianismo fue legalizado por Galerio, que fue el primer emperador en promulgar un edicto de tolerancia para todos los credos religiosos, incluido el cristianismo, en abril de 311. Eamon Duffy caracteriza a la iglesia de Roma antes de Constantino como "no una congregación, sino una constelación de iglesias basadas en  iglesias en casas particulares o, a medida que pasaba el tiempo y la comunidad crecía, reuniéndose en salas alquiladas en mercados y baños públicos. Carecía de un único dirigente dominante, sus ancianos o líderes compartían responsabilidades, pero se repartían tareas, como la de corresponsal en el extranjero. En vísperas de la conversión de Constantino, había más de dos docenas de estos centros comunitarios religiosos o Titulus'".
La Iglesia romana era una comunidad pequeña, y su obispo ejercía poca influencia fuera de sus miembros en tiempos de Constantino. Constantino fue el primer emperador romano que abrazó el cristianismo, aunque probablemente continuó con sus creencias precristianas. Él y el coemperador Licinio otorgaron el favor imperial al cristianismo a través del Edicto de Milán promulgado en el año 313. Tras el Edicto de Milán, la Iglesia adoptó la misma estructura de gobierno que el Imperio: provincias geográficas gobernadas por obispos. Así, estos obispos de ciudades importantes (obispo metropolitanos) ascendieron en poder sobre los obispos de ciudades menores (más tarde llamados obispo sufragáneos).
Cualesquiera que fueran sus creencias personales, el interés político de Constantino en el cristianismo era como fuerza unificadora y su política de "imposición de la unidad de las iglesias a toda costa" pronto le puso en "rumbo de colisión con los papas".

## Papas bajo Constantino

### Melquíades

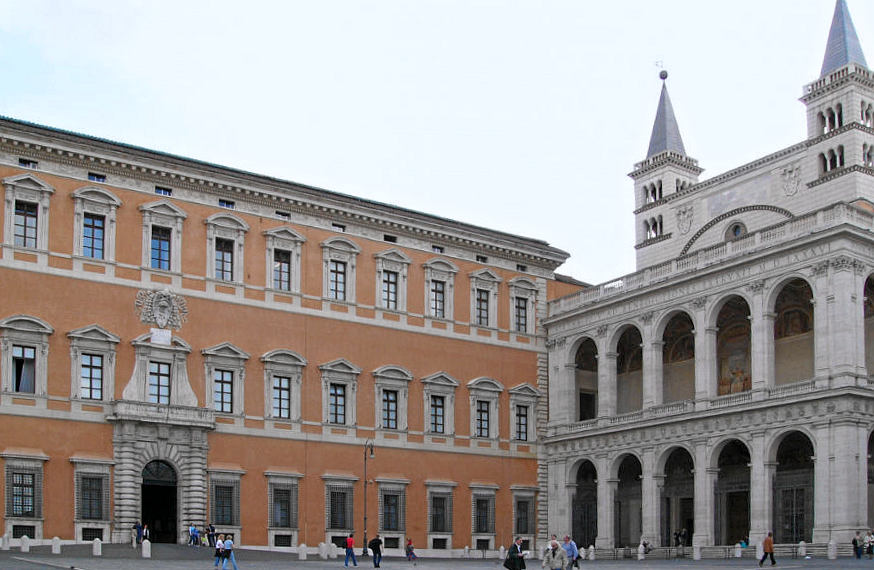
Fachada moderna del Palacio de Letrán

El papa Melquíades (311-314) era papa en el momento de la victoria de Constantino, y éste le regaló el palacio de Letrán, donde se trasladó y celebró un concilio en 313. Constantino designó a Milcíades como uno de los cuatro obispos para juzgar el caso de los donatistas, pero no tenía autoridad para decidir el caso o publicar el resultado sin la aprobación del propio emperador. Constantino designó a Milcíades como uno de los cuatro obispos para juzgar el caso de los  donatistas, pero no tenía autoridad para decidir el caso o publicar el resultado sin la aprobación del propio emperador. Habitualmente, los obispos africanos podrían haber acudido al obispo de Roma como figura respetada y neutral, pero era bien sabido que Milcíades no estaría de acuerdo con la postura donatista de que la ordenación por parte de un traditor invalidaría el sacramento.
Recurrir a Constantino era un movimiento extraño porque aún no había sido bautizado, y es posible que la noticia de su conversión en ciernes aún no hubiera llegado a Alexandria. Por tanto, Constantino remitió el asunto a Milcíades, requiriéndole que colaborara con tres obispos de Gaul. Eamon Duffy llama a esto la "primera intervención directa de un emperador en los asuntos de la iglesia. " Cuando Milcíades invitó a otros quince obispos italianos a participar en el sínodo y falló en contra de los donatistas, éstos apelaron de nuevo a Constantino, quien convocó un nuevo sínodo en Arlés, esta vez encabezado por los obispos de Arlés y Siracusa.

### Silvestre I

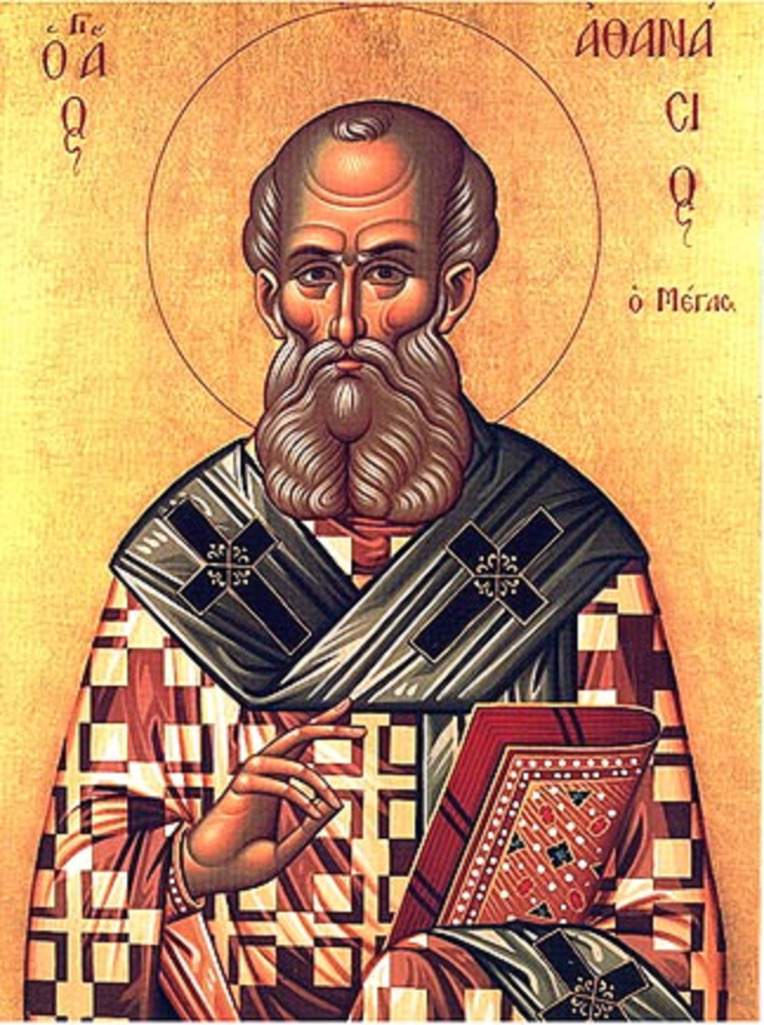
Atanasio de Alejandría

Milcíades murió, y su sucesor, el papa Silvestre I (313-335), no viajó a Arlés. El sínodo de Arlés hizo un guiño a Silvestre I al pedirle que hiciera circular sus decisiones entre los demás obispos, aunque él no participó en el proceso. Durante el reinado de Silvestre I comenzó la construcción de la Basílica de Letrán, Basílica de la Santa Cruz en Jerusalén y Basílica de San Pedro. Silvestre no asistió al primer concilio ecuménico, el Primer Concilio de Nicea (325), pero envió a dos sacerdotes como sus representantes; también asistieron los obispos occidentales de Cartago y Milán.
Silvestre habría considerado el arrianismo como una herejía; El propio Constantino probablemente no comprendía las complejas cuestiones teológicas en disputa, aunque se había rodeado de muchos seguidores de Arrio, entre ellos el obispo Eusebio de Nicomedia, su eventual bautizador. A los seguidores de Arrio no les fue bien en Nicea, y el Credo Niceno que se adoptó estaba directamente en contra de su posición cristológica. Los arrianos fueron "silenciados, no persuadidos" por el Concilio, y la controversia en la comunidad cristiana más amplia no se resolvió. La posición arriana persistiría en Oriente durante tres generaciones, e incluso acabaría siendo adoptada por el hijo de Constantino, Constancio II. El propio Constantino apoyó la posición nicena principalmente porque era "su Concilio" buscó un texto de compromiso que "empapelara las diferencias entre las dos partes. " Eusebio siguió siendo arriano, aunque aseguró a Constantino que sus puntos de vista eran compatibles con su interpretación del Credo niceno, y bautizó a Constantino en 337.
El principal defensor del Credo Niceno era el obispo Atanasio de Alejandría, pero en 335 fue depuesto y exiliado a la Galia por temores no relacionados con el suministro de maíz egipcio a Constantinopla. Sus seguidores fueron acorralados y eliminados. Los debates clave en Nicea se habían llevado a cabo en lengua griega, con las sutilezas de palabras particulares incitando gran controversia; la lengua latina de Occidente simplemente "ni siquiera poseía aún la terminología adecuada para manejar el debate adecuadamente. " Los legados del papa firmaron las conclusiones del Concilio, y continuó siendo apoyado por los dos papas siguientes, al igual que los seguidores de Atanasio siguieron siendo bienvenidos en Roma, pero las cuestiones teológicas fueron poco examinadas en Occidente.

### Marcos
Marcos (336) fue el primero en designar al obispo de Ostia como el primero entre los consagradores del nuevo obispo de Roma (el obispo de Ostia es actualmente el decano del Colegio Cardenalicio).

### Julio I
La influencia de Constantino ayudaría a solidificar un fuerte papel del emperador romano en el proceso de selección: Constantino eligió al Julio I (337-352) a todos los efectos, y su hijo Constancio II exilió al Liberio e instaló al Félix II (un arriano) como su sucesor.
Julio I recibió a Atanasio, e invitó a los arrianos Obispos orientales entonces en Antioquía a unirse a él en Roma. Los obispos orientales habrían considerado a Julio I con igual dignidad que su propio episcopado, pero no les agradó que tomara en su comunión a un obispo condenado por un sínodo oriental.

## A continuación
Bajo el mandato del  papa Liberio (352-366), el conflicto arriano entre el emperador y el obispo de Roma culminó en el  Sínodo de Arlés (353), convocado por Constancio II. En él, los legados de Liberio firmaron una declaración condenando el Concilio de Nicea. Cuando el propio Liberio se negó a cooperar, fue exiliado. Papa Dámaso, (366-384) pudo suprimir en gran medida a los arrianos con la ayuda del emperador Teodosio, Gregorio Nacianceno, Gregorio de Nisa y Ambrosio de Milán.

## Historiografía

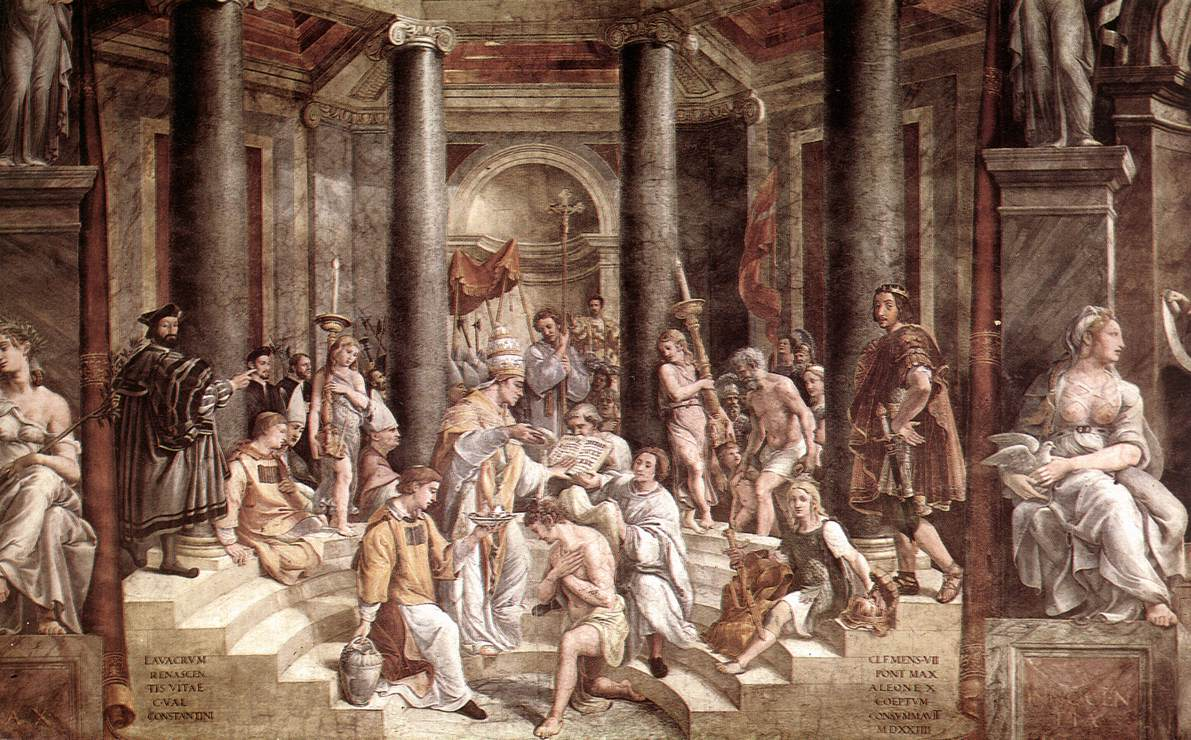
El Bautismo de Constantino de Rafael aparece Silvestre I en lugar del obispo arriano Eusebio de Nicomedia, el verdadero bautizador de Constantino

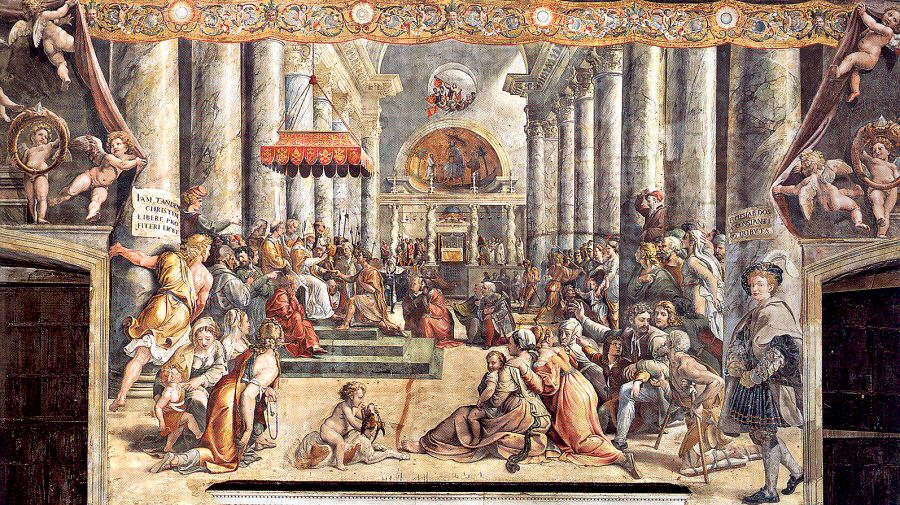
Cuadro de Rafael Donación de Roma'] representa el interior de la antigua basílica de San Pedro, que no se terminó antes de la muerte de Constantino.

La Donación de Constantino pretendía conmemorar la transferencia a Silvestre I y sus sucesores del dominio sobre todo el Imperio Romano de Occidente como contraprestación por la instrucción de Silvestre I a Constantino en el cristianismo, el bautismo de Constantino y la curación de Constantino de la lepra. Constantino supuestamente se quedó sólo con el Imperio Romano de Oriente. La falsificación fue probablemente construida durante el Papado franco, cuando el papa Esteban II se convirtió en el primer papa en cruzar los Alpes para coronar a Pipino el Breve, quien emitió la Donación de Pipino (no falsificada), concediendo al papa el control de las tierras de los lombardos, que confluyeron en los primeros fragmentos de los Estados Pontificios.
No pasó mucho tiempo antes de que el documento fuera denunciado como una falsificación, especialmente por Otón III del Sacro Imperio Romano Germánico (r. 983-1002). A mediados del siglo XV, ni siquiera los propios papas consideraban auténtico el documento. El humanista italiano Lorenzo Valla demostró aún más su falsedad en 1440 al demostrar que su lengua latina no se correspondía con la del siglo IV. La "Donación" pretende reconocer la primacía de Roma sobre Antioquía, Jerusalén, Alejandría y Constantinopla, a pesar de que la última de ellas ni siquiera había sido fundada en la época de la pretendida Donación.
El mito de la "Donación de Constantino" se embellece aún más en un texto hagiográfico del siglo V Vita S Silvestri (o Actus S Silvestri). Entre otras cosas, el documento afirma que Silvestre I mató a un dragón que había estado amenazando Roma. El texto dice que todos estos acontecimientos ocurrieron justo después de la entrada de Constantino en la ciudad tras la batalla del Puente Milvio, a pesar de que Silvestre I no se convirtió en obispo hasta 314. Estos acontecimientos se incorporaron acríticamente al Liber pontificalis c. 530. John Malalas embelleció aún más la historia en su Chronicon, que afirmaba que Silvestre I bautizó no sólo a Constantino, sino también a su madre Helena, y—por si acaso—a un gran grupo de sus parientes y transeúntes romanos. Teófanes el Confesor en su Crónica c. 815-820 añade al hijo de Constantino Crispo a la lista y ataca ferozmente los relatos contrarios como mentiras arrianas; Teófanes se refiere al Baptisterio de Letrán como el "Baptisterio de Constantino"."
El Breviarum Romanum (1568) del papa Pío V y el Martyrologium Romanum] (1584) del Papa Gregorio XIII también afirmaron que Silvestre I fue el bautizador de Constantino. Cuando el papa Sixto V erigió el obelisco egipcio al norte de la basílica de Letrán en 1588, añadió a la base la inscripción "Constantino fue bautizado aquí. " El cardenal César Baronio continuó afirmando esto en sus Annales Ecclesiastici (1592) y un autor francés lo ha afirmado en fecha tan reciente como 1906.
Esta versión falsificada del bautismo de Constantino ha encontrado su camino en una gran cantidad de arte eclesiástico. Las representaciones incluyen el Tríptico de Stavelot (c. 1165), los frescos de los Cuatro Santos Coronados, las vidrieras de la Iglesia de San Miguel y todos los ángeles, Ashton-under-Lyne, y—el más famoso— Rafael el Bautismo de Constantino en las Estancias de Rafael del Palacio Apostólico.